# Edward Hagarty Parry
Edward Hagarty Parry, né le 24 avril 1855 à Toronto (Canada) et mort le 19 juillet 1931 à West Bridgford (Angleterre), est un footballeur anglais, qui évoluait au poste d'attaquant à Old Carthusians et en équipe d'Angleterre.
Parry a marqué un but lors de ses trois sélections avec l'équipe d'Angleterre entre 1879 et 1881.

## Carrière de joueur
- Oxford University
- Old Carthusians
- Wanderers FC  [1]

## Palmarès

### En équipe nationale
- 3 sélections et 1 but avec l'équipe d'Angleterre entre 1879 et 1881.

### Avec Old Carthusians
- Vainqueur de la Coupe d'Angleterre de football en 1881.

### Avec Oxford University
- Finaliste de la Coupe d'Angleterre de football en 1877.